# Antifa, chasseurs de skins
Pour plus de détails, voir Fiche technique et Distribution.
Antifa chasseurs de skins est un documentaire français de Marc-Aurèle Vecchione et produit par Sara Brucker, sorti en 2008,.

## Synopsis
À Paris, au début des années 1980, le mouvement skinhead venu d'Angleterre arrive en France.
Ce sont principalement les skinheads nationalistes qui vont défrayer la chronique pour la décennie à venir, à coup de provocations et de crimes racistes.
De nouvelles bandes se réclamant elles aussi du mouvement skinhead, les Red Warriors, les Ruddy Fox ou encore les Ducky Boys, vont alors s'engager dans une confrontation directe et auront pour principale motivation de lutter contre les skinheads nationalistes et leurs actes racistes, en recourant entre autres moyens à la violence,.
On les surnommera les « chasseurs de skins ».

## Fiche technique
- Titre : Antifa chasseurs de skins
- Réalisation : Marc-Aurèle Vecchione
- Production : Résistance films
- Pays de production :  France
- Langue originale : français
- Genre : documentaire
- Durée : 65 minutes
- Date de sortie : 12 juillet 2008

## Réactions
En 2009, Serge Ayoub a réalisé avec la collaboration d'autres anciens skinheads d'extrême droite, puis diffusé sur les sites d'hébergement de vidéos, un film en réponse intitulé Sur les pavés.